# Greg Landry
Gregory Paul Landry (Nashua, 18 dicembre 1946 – Detroit, 4 ottobre 2024) è stato un giocatore di football americano statunitense che ha militato nel ruolo di quarterback nella National Football League (NFL).

## Carriera
Landry fu il primo quarterback scelto nel primo giro (11º assoluto) del Draft NFL 1968 dai Detroit Lions dopo una carriera di alto livello alla University of Massachusetts dove fu inserito nella formazione ideale della Yankee Conference per due stagioni. Nel 1971, come membro dei Lions, passò 2.237 yard e 16 touchdown venendo convocato per il suo unico Pro Bowl quell'anno.
Nel 1976, Landry passò per 2.191 yard e 17 touchdown venendo premiato come Comeback Player of the Year.
Dopo avere stabilito vari record sui passaggi per i Lions, Landry passò a giocare per i Baltimore Colts per tre stagioni. Nel 1979 giocò bene nonostante un record di 5–11 dopo un infortunio che pose fine alla stagione del quarterback titolare Bert Jones. Quell'anno passò un primato personale di 2.932 yard con 15 touchdown. In seguito giocò per George Allen nei Chicago Blitz e negli Arizona Wranglers della United States Football League (USFL) nel 1983 e 1984. Partì come quarterback titolare di emergenza per i Chicago Bears nel 1984 per una partita prima di ritirarsi.
Landry ebbe successo anche sulle corse, oltre che come passatore. Una volta corse 76 yard in quella che all'epoca era la più lunga corsa della storia della NFL per un quarterback. Corse oltre 2.600 yard e 21 touchdown in carriera, superando le 500 yard sia nel 1971 che nel 1972, oltre a fare registrare 10 yard per portata nel 1970 e segnando 9 touchdown nel 1972. Si trova ancora al terzo posto della storia dei Lions per yard passate in carriera (12,451) e al secondo posto in touchdown passati con 80.

## Palmarès
- Convocazioni al Pro Bowl: 1

1971
- First-team All-Pro: 1

1971
- NFL Comeback Player of the Year Award: 1

1976